# 阿扎诺圣保罗
阿扎诺圣保罗（義大利語：Azzano San Paolo），是意大利贝加莫省的一个市镇。总面积4.21平方公里，人口7644人，人口密度1815.7人/平方公里（2009年）。国家统计（ISTAT）代码为016016。